# Eupalessa
Eupalessa is een kevergeslacht uit de familie van de boktorren (Cerambycidae). De wetenschappelijke naam van het geslacht werd voor het eerst geldig gepubliceerd in 2005 door Monné.

## Soorten
Eupalessa is monotypisch en omvat slechts de volgende soort:
- Eupalessa attenuata (Thomson, 1868)